# Pechhütte (Oberschlesien)

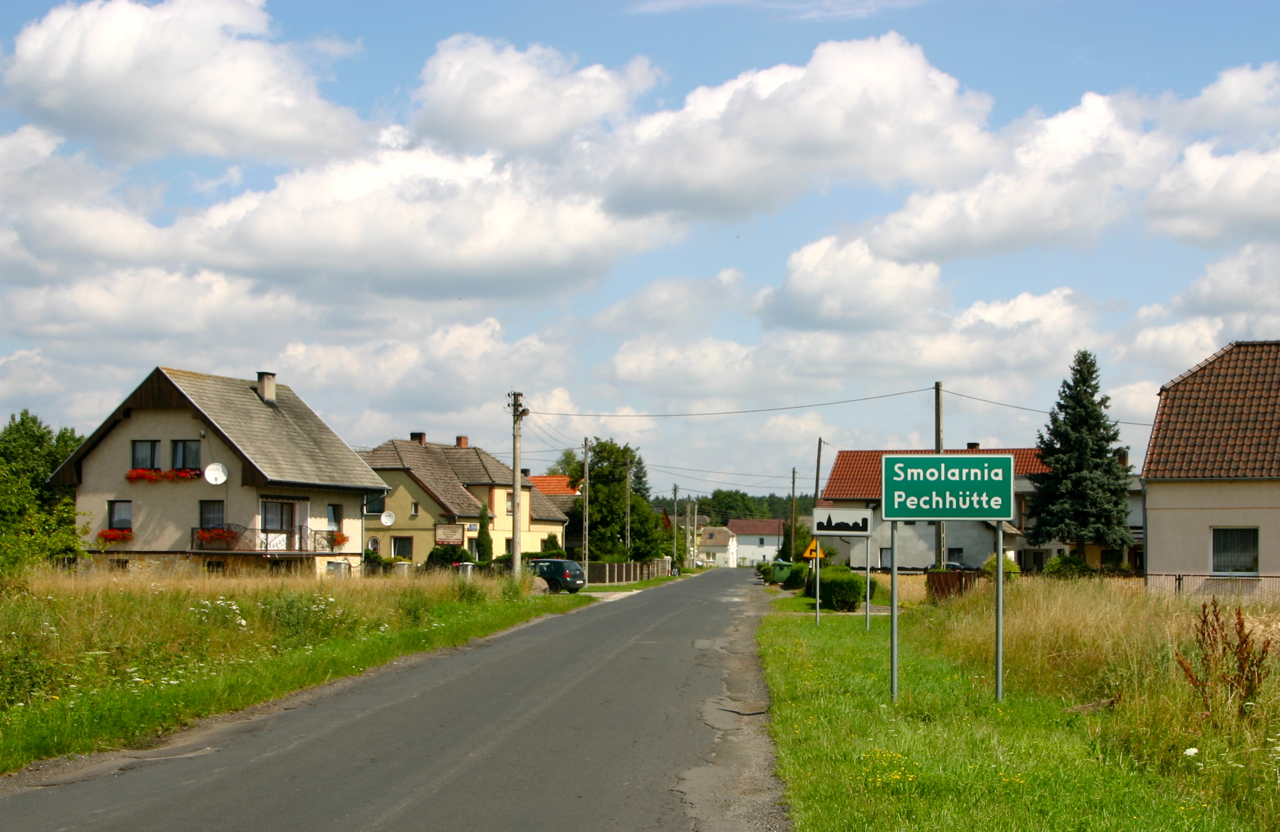
Blick auf Pechhütte

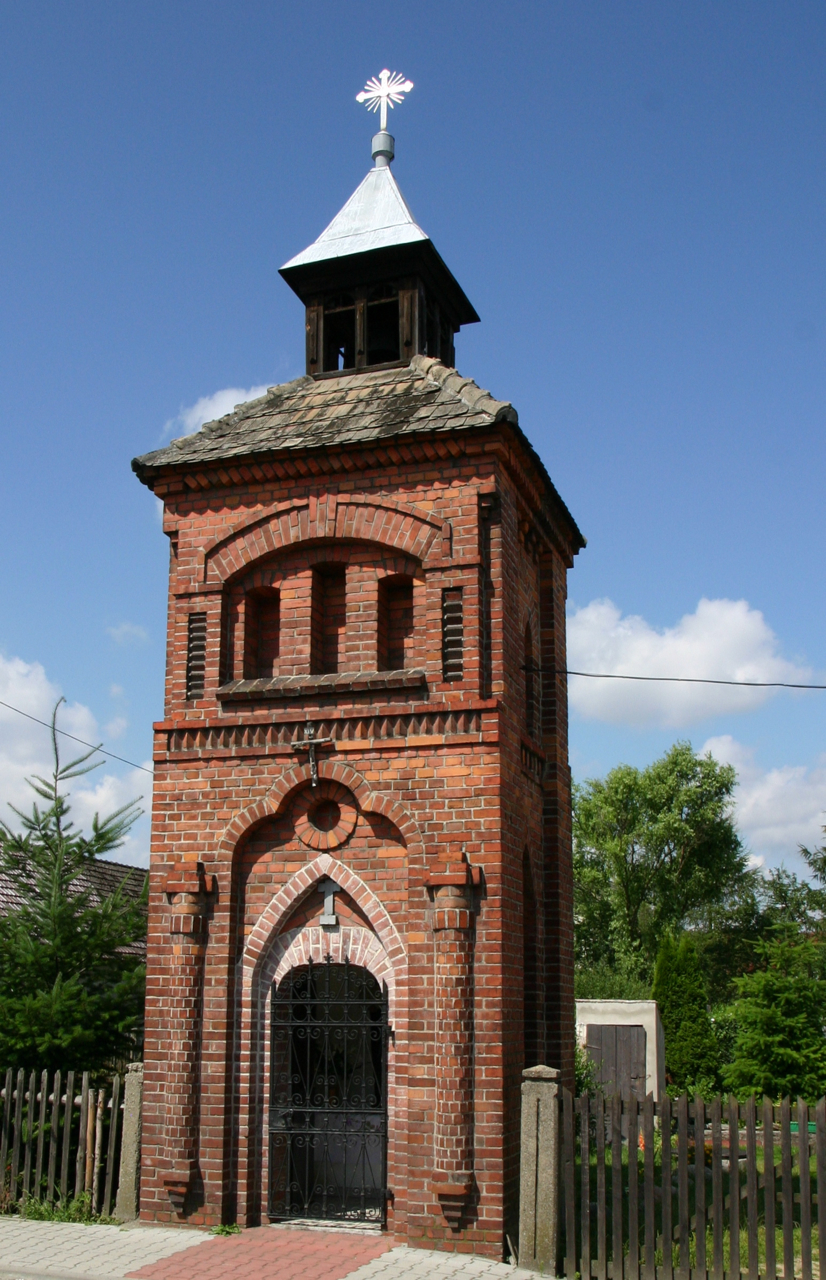
Kapelle mit Glockenturm

Pechhütte (polnisch Smolarnia) ist ein Ort in der Stadt- und Landgemeinde Klein Strehlitz (Strzeleczki) im Powiat Krapkowicki der Woiwodschaft Opole in Polen.

## Geographie
Pechhütte liegt sieben Kilometer westlich von Klein Strehlitz, 14 Kilometer westlich von Krapkowice (Krappitz) und 23 Kilometer südwestlich von Opole (Oppeln) in der Nizina Śląska. Das Dorf liegt inmitten eines weitläufigen Waldes. Westlich von Pechhütte führt die Wojewodschaftsstraße Droga wojewódzka 409 am Dorf vorbei.
Zu Pechhütte gehört der Weiler Servitut.
Nachbarorte von Pechhütte sind im Osten Servitut (Serwitut) und im Süden Sedschütz (Dziedzice).

## Geschichte
Pechhütte wurde im 17. Jahrhundert gegründet. Zunächst war Pechhütte Teil des Ortes Sedschütz. Nach dem Ersten Schlesischen Krieg 1742 fiel Pechhütte mit dem größten Teil Schlesiens an Preußen.
Nach der Neuorganisation der Provinz Schlesien gehörte der Ort ab 1816 zum Landkreis Neustadt O.S. im Regierungsbezirk Oppeln. 1845 bestanden im Dorf eine Schankwirtschaft und 16 Häuser. Im gleichen Jahr lebten in Pechhütte 161 Menschen, allesamt katholisch. 1861 zählte der Ort 25 Häusler. Bis 1945 befand sich der Ort im Landkreis Neustadt O.S.
1945 kam der bisher deutsche Ort unter polnische Verwaltung und wurde in Smolarnia umbenannt und der Woiwodschaft Schlesien angeschlossen. 1950 kam der Ort zur Woiwodschaft Oppeln. 1999 kam der Ort zum Powiat Krapkowicki. Am 17. Mai 2006 wurde in der Gemeinde Klein Strehlitz, der Pechhütte angehört, Deutsch als zweite Amtssprache eingeführt. Am 24. November 2008 erhielt der Ort zusätzlich den amtlichen deutschen Ortsnamen Pechhütte.

## Sehenswürdigkeiten und Denkmale
- Kapelle mit Glockenturm aus dem 19. Jahrhundert.
- Denkmal für die Gefallenen des I. und II. Weltkriegs.

## Vereine
- Deutscher Freundschaftskreis